# Кубок Польщі з футболу 2019—2020
Кубок Польщі з футболу 2019—2020 — 66-й розіграш кубкового футбольного турніру в Польщі. Титул вперше здобула Краковія.

## Календар
| Раунд            | Дата                        | Матчі | Клуби   |
| ---------------- | --------------------------- | ----- | ------- |
| Попередній раунд | 6-7 серпня 2019             | 4     | 68 → 64 |
| 1/32 фіналу      | 24-26 вересня 2019          | 32    | 64 → 32 |
| 1/16 фіналу      | 29-31 жовтня 2019           | 16    | 32 → 16 |
| 1/8 фіналу       | 3-5 грудня 2019             | 8     | 16 → 8  |
| 1/4 фіналу       | 10 березня — 27 травня 2020 | 4     | 8 → 4   |
| 1/2 фіналу       | 7-8 липня 2020              | 2     | 4 → 2   |
| Фінал            | 24 липня 2020               | 1     | 2 → 1   |

## Попередній раунд
| Команда 1                | Рахунок | Команда 2             |
| ------------------------ | ------- | --------------------- |
| 6 серпня 2019            |         |                       |
| Олімпія (Ельблонг) (3)   | 2:1     | РОВ (Рибник) (4)      |
| 7 серпня 2019            |         |                       |
| Скра (Ченстохова) (3)    | 1:2     | Рух (Хожув) (4)       |
| Бленкінті (Старгард) (3) | +:-     | Розвой (Катовіце) (4) |
| Гриф (Вейгерово) (3)     | 3:2     | Сярка (Тарнобжег) (4) |

## 1/32 фіналу
| Команда 1                           | Рахунок      | Команда 2                 |
| ----------------------------------- | ------------ | ------------------------- |
| 24 вересня 2019                     |              |                           |
| Сталь (Бжеґ) (4)                    | 1:2          | Олімпія (Ельблонг) (3)    |
| Заглембє-2 (Любін) (4)              | 2:2 пен. 1:3 | Медзь (2)                 |
| Рух (Хожув) (4)                     | 3:3 пен. 3:4 | ОКС Стоміл (2)            |
| КСЗО (Островець-Свентокшиський) (4) | 1:3          | Сандеція (2)              |
| Легія-2 (Варшава) (4)               | 2:0          | Вігри (Сувалки) (2)       |
| Гриф (Вейгерово) (3)                | 2:3          | Лехія (Гданськ)           |
| Стільон (Гожув-Великопольський) (5) | 5:1          | Олімпія (Замбрів) (4)     |
| Хробри (2)                          | 0:2          | Лех (Познань)             |
| Відзев (Лодзь) (3)                  | 2:0          | Шльонськ (Вроцлав)        |
| Корона (Кельце)                     | 0:1          | Заглембє (Любін)          |
| 25 вересня 2019                     |              |                           |
| Сталь (Ряшів) (3)                   | 0:1          | Погонь (Щецин)            |
| Погонь (Седльце) (3)                | 1:0          | Подбескідзе (2)           |
| Хемік (Полице) (4)                  | 0:4          | Сталь (Стальова Воля) (3) |
| Холм'янка (Холм) (4)                | 3:3 пен. 5:4 | Зніч (Прушкув) (3)        |
| Хойнічанка (2)                      | 0:1          | Ракув                     |
| ГКС (Катовіце) (3)                  | 0:0 пен. 5:3 | Варта (Познань) (2)       |
| Хемік (Бидгощ) (5)                  | 0:1          | Вісла (Плоцьк)            |
| ГКС (Белхатув) (2)                  | 0:2          | ГКС (Тихи) (2)            |
| Гарбарня (Краків) (3)               | 1:2          | Битовія (3)               |
| Полонія (Сьрода-Великопольська) (4) | 0:6          | Гурник (Забже)            |
| Олімпія (Грудзьондз) (2)            | 0:3          | Сталь (Мелець) (2)        |
| Гутник (Краків) (4)                 | 2:3 дч       | Ресовія (Ряшів) (3)       |
| Рекорд (Бельсько-Бяла) (4)          | 2:1          | Конкордія (Ельблонг) (4)  |
| Елана (Торунь) (3)                  | 1:2          | Радомяк (Радом) (2)       |
| Бленкінті (Старгард) (3)            | 2:1          | Вісла (Краків)            |
| Гриф (Слупськ) (5)                  | 1:3          | Гурник (Ленчна) (3)       |
| Краковія                            | 4:2          | Ягеллонія (Білосток)      |
| ГКС (Ястшембе) (2)                  | 1:0          | Термаліка Брук-Бет (2)    |
| Пуща (Неполомиці) (2)               | 0:2          | Легія (Варшава)           |
| 26 вересня 2019                     |              |                           |
| Одра (Ополе) (2)                    | 1:0          | Арка (Гдиня)              |
| Заглембє (Сосновець) (2)            | 0:3          | ЛКС (Лодзь)               |
| Унія (Скерневіце) (4)               | 1:5 дч       | П'яст (Глівіце)           |

## 1/16 фіналу
| Команда 1                           | Рахунок      | Команда 2           |
| ----------------------------------- | ------------ | ------------------- |
| 29 жовтня 2019                      |              |                     |
| Стільон (Гожув-Великопольський) (5) | 1:5          | Заглембє (Любін)    |
| Рекорд (Бельсько-Бяла) (4)          | 0:2          | Гурник (Ленчна) (3) |
| Бленкінті (Старгард) (3)            | 3:0          | Сандеція (2)        |
| ЛКС (Лодзь)                         | 2:0          | Гурник (Забже)      |
| Радомяк (Радом) (2)                 | 1:2          | ГКС (Тихи) (2)      |
| Медзь (2)                           | 1:0 дч       | ГКС (Ястшембе) (2)  |
| Ресовія (Ряшів) (3)                 | 0:4          | Лех (Познань)       |
| Битовія (3)                         | 2:3 дч       | Краковія            |
| 30 жовтня 2019                      |              |                     |
| Погонь (Седльце) (3)                | 0:4          | П'яст (Глівіце)     |
| Сталь (Стальова Воля) (3)           | 1:1 пен. 4:3 | ГКС (Катовіце) (3)  |
| Олімпія (Ельблонг) (3)              | 0:4          | Ракув               |
| Легія-2 (Варшава) (4)               | 1:0          | Одра (Ополе) (2)    |
| Відзев (Лодзь) (3)                  | 2:3          | Легія (Варшава)     |
| Холм'янка (Холм) (4)                | 0:2          | Лехія (Гданськ)     |
| Сталь (Мелець) (2)                  | 2:0          | Погонь (Щецин)      |
| 31 жовтня 2019                      |              |                     |
| ОКС Стоміл (2)                      | 0:0 пен. 4:1 | Вісла (Плоцьк)      |

## 1/8 фіналу
| Команда 1                 | Рахунок      | Команда 2          |
| ------------------------- | ------------ | ------------------ |
| 3 грудня 2019             |              |                    |
| Легія-2 (Варшава) (4)     | 0:2          | П'яст (Глівіце)    |
| Гурник (Ленчна) (3)       | 0:2          | Легія (Варшава)    |
| 4 грудня 2019             |              |                    |
| Сталь (Стальова Воля) (3) | 0:2          | Лех (Познань)      |
| Лехія (Гданськ)           | 3:2          | Заглембє (Любін)   |
| ГКС (Тихи) (2)            | 2:0          | ЛКС (Лодзь)        |
| 5 грудня 2019             |              |                    |
| Бленкінті (Старгард) (3)  | 1:2          | Сталь (Мелець) (2) |
| Медзь (2)                 | 1:1 пен. 4:3 | ОКС Стоміл (2)     |
| Краковія                  | 0:0 пен. 4:1 | Ракув              |

## 1/4 фіналу
| Команда 1          | Рахунок | Команда 2       |
| ------------------ | ------- | --------------- |
| 10 березня 2020    |         |                 |
| ГКС (Тихи) (2)     | 1:2 дч  | Краковія        |
| 11 березня 2020    |         |                 |
| Лехія (Гданськ)    | 2:1     | П'яст (Глівіце) |
| 27 травня 2020     |         |                 |
| Сталь (Мелець) (2) | 1:3     | Лех (Познань)   |
| 26 травня 2020     |         |                 |
| Медзь (2)          | 1:2     | Легія (Варшава) |

## 1/2 фіналу
| Команда 1     | Рахунок      | Команда 2       |
| ------------- | ------------ | --------------- |
| 7 липня 2020  |              |                 |
| Краковія      | 3:0          | Легія (Варшава) |
| 8 липня 2020  |              |                 |
| Лех (Познань) | 1:1 пен. 3:4 | Лехія (Гданськ) |

## Фінал
| 24 липня 2020 21:00 (EEST) |

| Краковія                                     | 3:2 дч   | Лехія (Гданськ)          |
| -------------------------------------------- | -------- | ------------------------ |
| ван Амерсфорт 65' Яблонський 88' Вдовяк 117' | Протокол | Хайдарі 21' Ліпський 85' |

| Арена Люблін, Люблін Глядачів: 0 Арбітр: Павел Рачковський |